# 22944 Сарамарцен
22944 Сарамарцен (22944 Sarahmarzen) — астероїд головного поясу, відкритий 15 жовтня 1999 року.
Тіссеранів параметр щодо Юпітера — 3,605.